# Борки-2
Борки-2 (бел. Баркi-2) — деревня в Александрийском сельсовете Шкловского района Могилёвской области Белоруссии в 21 км от административного центра района города Шклов и в 66 км от Могилёва.
Борки-2-е расположены близ административной границы с Витебской областью, к северу от центра сельсовета — деревни Староселье.

## Описание
Деревня основана в 1920-х годах. В деревне три улицы, две из которых ориентированы с юго-востока на север-запад, третья соединяет их в северной части. В западной части протекает река Берёзовка. В 2007 году в деревне проживало 18 человек.